# Japon aux Jeux olympiques d'hiver de 1932
Le Japon participe aux Jeux olympiques d'hiver de 1932, organisés à Lake Placid aux États-Unis. Ce pays participe aux Jeux olympiques d'hiver pour la deuxième fois. La délégation japonaise, formée de 16 hommes, ne remporte pas de médaille.